# Оранжев цвят
Оранжевото е основен цвят от бялата слънчева светлина с дължина на вълната 590–620 nm. Цветът е разположен между червения и жълтия в небесната дъга, разпознаваем от човека предимно в светлината, някои плодове и др.
Вторичен цвят в топли тонове в изобразителното изкуство. Оранжевото е производно от червено и жълто, подобно на цветове като зелено и лилаво.

## Етимология
Преди да му бъде измислено отделно име, оранжевият цвят е бил наричан „жълто-червен“. Настоящото си име получава от портокалите през старофренски – orenge, което на свой ред идва от санскритското naranga.